# 花果山 (西遊記)
花果山是神魔小说《西游记》中的一个虚构地点，位於東勝神洲傲来国。花果山吸取日月精華之仙石產卵，见风而成石猴，由於石猴作為先驅探索了水簾洞，受群猴支持成為猴王，做了三五百年。一日猴王擔心將來有朝一日他會死，因此出山學習成為神仙的方式，後來成為《西遊記》主要人物孙悟空，伴隨唐三藏前往西方取經，沿路斬妖伏魔的起点。

## 原型
中國學界對於花果山的原型眾說紛紜、尚無定論，有江蘇连云港花果山、山西娄烦花果山、福建顺昌寶山、山東泰山、洛陽宜阳花果山、宜兴阳羡山、宁波四明山等多種說法：
- 江蘇连云港花果山：1982年參加首屆《西遊記》學術研討會的多名專家認為連雲港花果山是「孫悟空老家」[4]。現今連雲港的花果山已發展成旅遊景點[5]。
- 山西娄烦花果山：孟繁仁、李國成、中國西游记文化研究委員會會长李安纲教授等多名學者經過二十多年研究，推斷山西娄煩花果山為花果山原型，當地早在《西遊記》成書前就有猴王庙等相關景觀[3]。
- 福建顺昌寶山：福建順昌縣博物館館長王益民推斷「孫悟空的原籍」是在福建寶山，當地發現的元末明初孫悟空兄弟合葬神墓為此一說法的主要佐證[4]。在顺昌寶山尚有許多與《西遊記》類似的景觀，如仙纹石、高家庄等[6]。
- 山東泰山：2006年，學者杜贵晨經過反覆研究，認為山東泰山為花果山原型，因為該處有早於明朝的傲来峰、晒经石等幾處景觀，與《西遊記》地名對應[7][8]。
- 河南洛陽宜阳花果山： 2008年，幾位專家學者指出宜阳花果山此一山名最早見於于北宋《太平寰宇记》，早於《西遊記》，而其所在地又離偃师县玄奘故里較近，因此應是花果山之原型[9]。
- 江苏宜兴阳羡山：2009年，河南大學研究員邢慧玲推斷花果山原型是宜兴阳羡山。宜兴《善卷镇志》、《太华镇志》主编史国兴也提供了多個證據支持此一說法[10]。
- 浙江宁波四明山：學者方東根據四明山地理環境與花果山完全吻合、花果山水簾洞的名稱与四明山潺湲洞相吻合等數點而推斷寧波四明山可能為花果山原型[2]。